# Chrysomya
Chrysomya Robineau-Desvoidy, 1830, è un genere di Insetti dell'ordine dei Ditteri Brachiceri, superfamiglia Oestroidea, famiglia Calliphoridae.
Comprende specie prevalentemente diffuse nelle regioni tropicali e subtropicali dell'Africa, conosciute comunemente fra gli anglosassoni con il nome di screw-worm ("verme a vite"). Questi insetti hanno un regime dietetico saprofago, ossia si nutrono di carne in decomposizione o in putrefazione. Le larve si sviluppano su carcasse di animali morti, tuttavia attaccano spesso anche animali vivi e lo stesso uomo attraverso piaghe, ferite o siti di maggiore vulnerabilità, quali le mucose di alcuni orifizi naturali (orecchie, narici, organi genitali), causando miasi.
In generale sono associate a zone economicamente depresse, ad alta densità di popolazione e in condizioni igieniche e sanitarie precarie.

## Alcune specie
- Chrysomya albiceps
- Chrysomya chloropyga
- Chrysomya bezziana
- Chrysomya marginalis
- Chrysomya megacephala
- Chrysomya putoria